# Oldenburgisch-Ostfriesischer Wasserverband
Der Oldenburgisch-Ostfriesische Wasserverband (OOWV) ist ein Zusammenschluss von Landkreisen, Städten und Gemeinden im Nordwesten Niedersachsens, der es sich zur Aufgabe gemacht hat, die Verbraucher im Verbandsgebiet mit Trinkwasser zu versorgen und das Abwasser zu reinigen. Der Verband ist eine Körperschaft des öffentlichen Rechts nach dem Wasserverbandsgesetz ohne Gewinnerzielungsabsicht.

## Geschichte
Am 14. Juli 1948 gründeten die drei Landkreise Friesland, Wesermarsch und Wittmund auf Veranlassung des Oberkreisdirektors des Landkreises Wesermarsch, Bernhard von Kampen, den Oldenburgisch-Ostfriesischen Marschenwasserverband (OOMWV) mit Sitz in Jever. Nach dem Beitritt von Mitgliedern auch aus den Geestgebieten beschloss die Verbandsversammlung am 11. Februar 1957 eine Satzungsänderung, wonach der Verband den heutigen Namen Oldenburgisch-Ostfriesischer Wasserverband (OOWV) erhielt. Der Verbandssitz wurde 1959 nach Brake (Unterweser) verlegt. Zunächst bestand die Aufgabe des OOMWV/OOWV ausschließlich darin, die Bevölkerung des Verbandsgebiets mit Trinkwasser, auch aus anderen Gemeinden, zu versorgen.

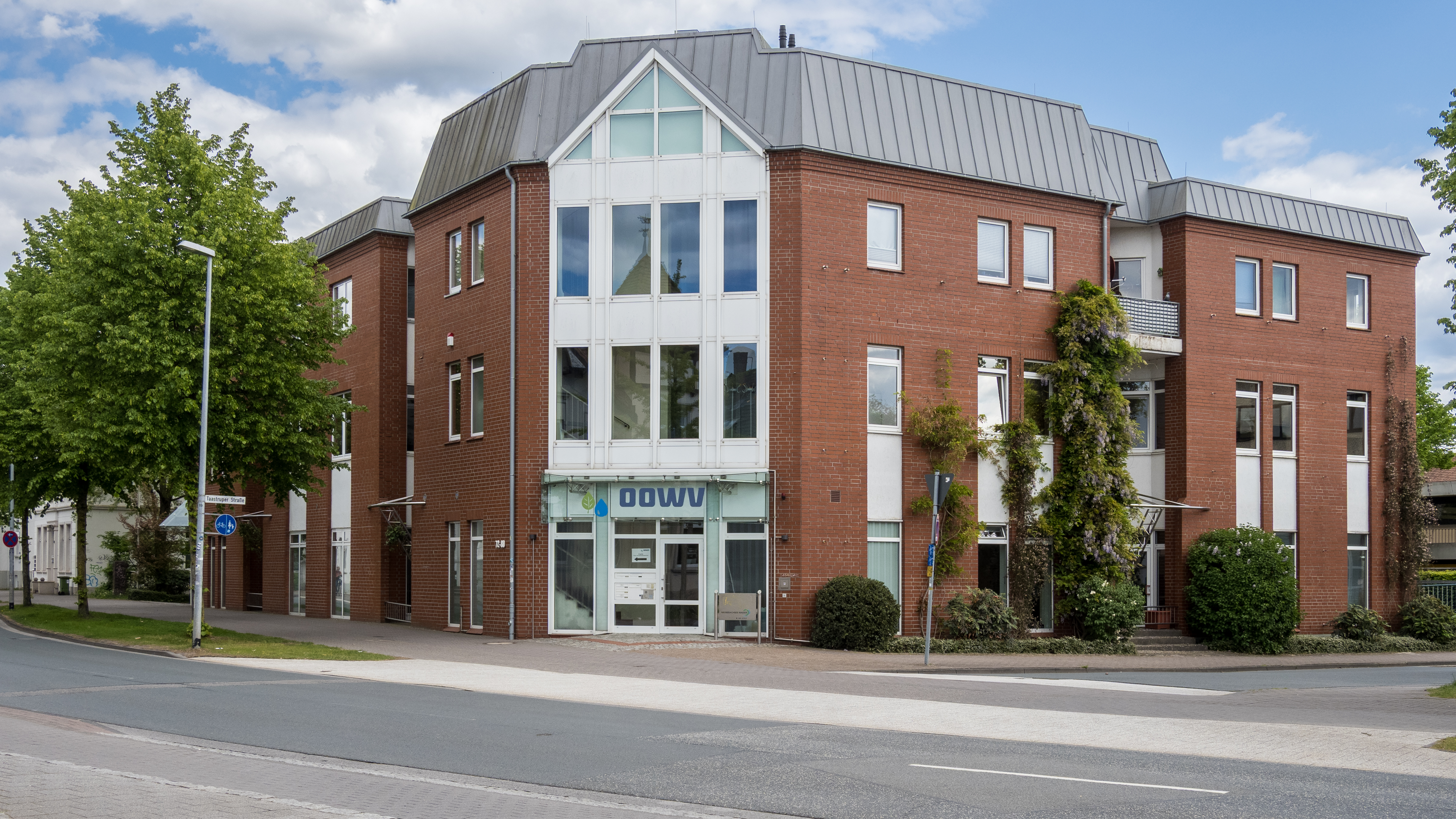
OOWV Trink- und Abwasserzentrum Oldenburg, Donnerschweer Str. 72–80

Auf das Instrument einer großflächigen Versorgung der Bevölkerung wurde vor allem deshalb zurückgegriffen, weil das Grundwasser in vielen Marschgebieten keine Trinkwasserqualität aufweist. So muss bis heute der gesamte Landkreis Wesermarsch von Brunnen in Geestgebieten anderer Landkreise versorgt werden, die zum OOWV-Gebiet gehören.
Seit 1999 engagiert sich der OOWV auch auf dem Gebiet der Abwasserwirtschaft.

## Verbandsgebiet
Das Versorgungsgebiet des OOWV ist 7.457 km² groß. Es umfasst (mit Ausnahme der Städte Delmenhorst, Emden, Norden, Oldenburg, Vechta und Wilhelmshaven) das Gebiet des ehemaligen Landes Oldenburg sowie die Landkreise Aurich und Wittmund in Ostfriesland und den Landkreis Diepholz. Kein Wasserversorger in Deutschland deckt ein größeres Gebiet ab als der OOWV. Allerdings gibt es in den Landkreisen, die dem OOWV zugeordnet sind, Enklaven, indem einige kreisangehörige Kommunen Wasserwerke in eigener Regie betreiben. Dies trifft auf die Gemeinde Juist, die Stadt Norden, die Stadt Norderney und auf die Stadt Vechta zu. Für die Wasserversorgung der Stadt Varel, einer weiteren Enklave im OOWV-Gebiet, ist die EWE AG zuständig.
Das Entsorgungsgebiet umfasst 3.695 km². Ihm gehören neun Städte, 29 Gemeinden und ein Zweckverband an.

## Verbandsstruktur
Mitglieder des OOWV im Bereich Trinkwasser sind:
- der Landkreis Ammerland
- der Landkreis Aurich
- der Landkreis Cloppenburg
- der Landkreis Diepholz
- der Landkreis Friesland
- der Landkreis Oldenburg
- der Landkreis Vechta
- der Landkreis Wesermarsch
- der Landkreis Wittmund
- die Stadt Dinklage
- die Stadt Jever
- die Gemeinde Rastede
- die Gemeinde Stuhr.

Nicht alle verbandsangehörigen Städte und Gemeinden lassen auch ihr Abwasser vom OOWV reinigen.
Die Mitglieder des Oldenburgisch-Ostfriesischen Wasserverbandes entsenden ihre Vertreter in die Verbandsversammlung. Diese wählt den siebenköpfigen Vorstand und beruft die Kommissionen. Die Vorstandsmitglieder sind ehrenamtlich tätig.

## Erbrachte Dienstleistungen

### Trinkwasserversorgung

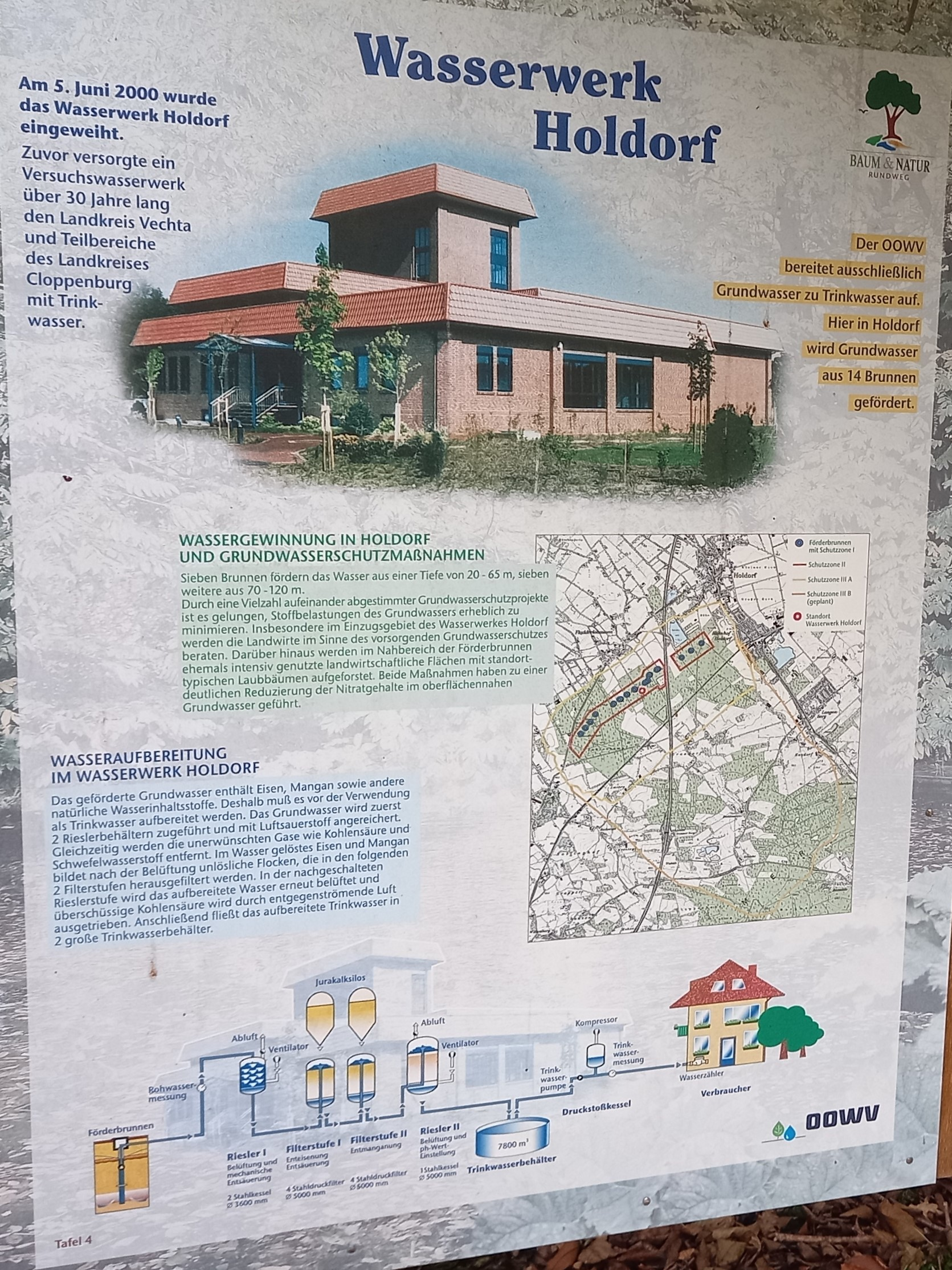
Plakat mit Informationen über das Wasserwerk Holdorf

Der OOWV versorgt 1,123 Mio. Einwohner im Verbandsgebiet mit Trinkwasser. Er bezieht aus 267 Brunnen Trinkwasser, das er in fünfzehn Wasserwerken aufbereitet. Durchschnittlich gibt er 210.000 m³ pro Tag an die angeschlossenen Haushalte ab.

### Abwasserentsorgung
An das Abwasserkanalnetz des OOWV sind 44 Kläranlagen und 23.059 Kleinkläranlagen angeschlossen. Im Jahr 2022 wurden vom OOWV rund 35 Millionen m³ Abwässer abgenommen. Dabei fielen 246.675 m³ Klärschlamm an.

### Forschung und Lehre, Lehrpfade
Beim Biohof Bakenhus in der Nähe von Großenkneten, den der OOWV 1997 gekauft hat, werden Möglichkeiten zum Grund- und Trinkwasserschutz erforscht und angewandt. Die Ergebnisse werden im Rahmen von Seminaren mit Interessierten diskutiert. Auf Stellwänden können sich in Bakenbhus Besucher eines Trinkwasserlehrpfads über die Aktivitäten des OOWV informieren. Des Weiteren unterhält der Verband Besuchereinrichtungen wie die „Kaskade“ in Diekmannshausen (am südlichen Jadebusen), den „Trinkwasserlehrpfad“ in Nethen und den „Rundweg Baum und Natur“ in Holdorf, wo den Besuchern auf Stelltafeln vor Augen geführt wird, wie Trinkwasser gewonnen, aufbereitet und an die Verbraucher weitergeleitet wird. An der Zentralallee des Rundwegs neben dem Wasserwerk Holdorf sind Exemplare aller Bäume angepflanzt worden, die seit 1989 als Baum des Jahres proklamiert wurden. An diese Allee schließt sich eine Obstbaumallee an.

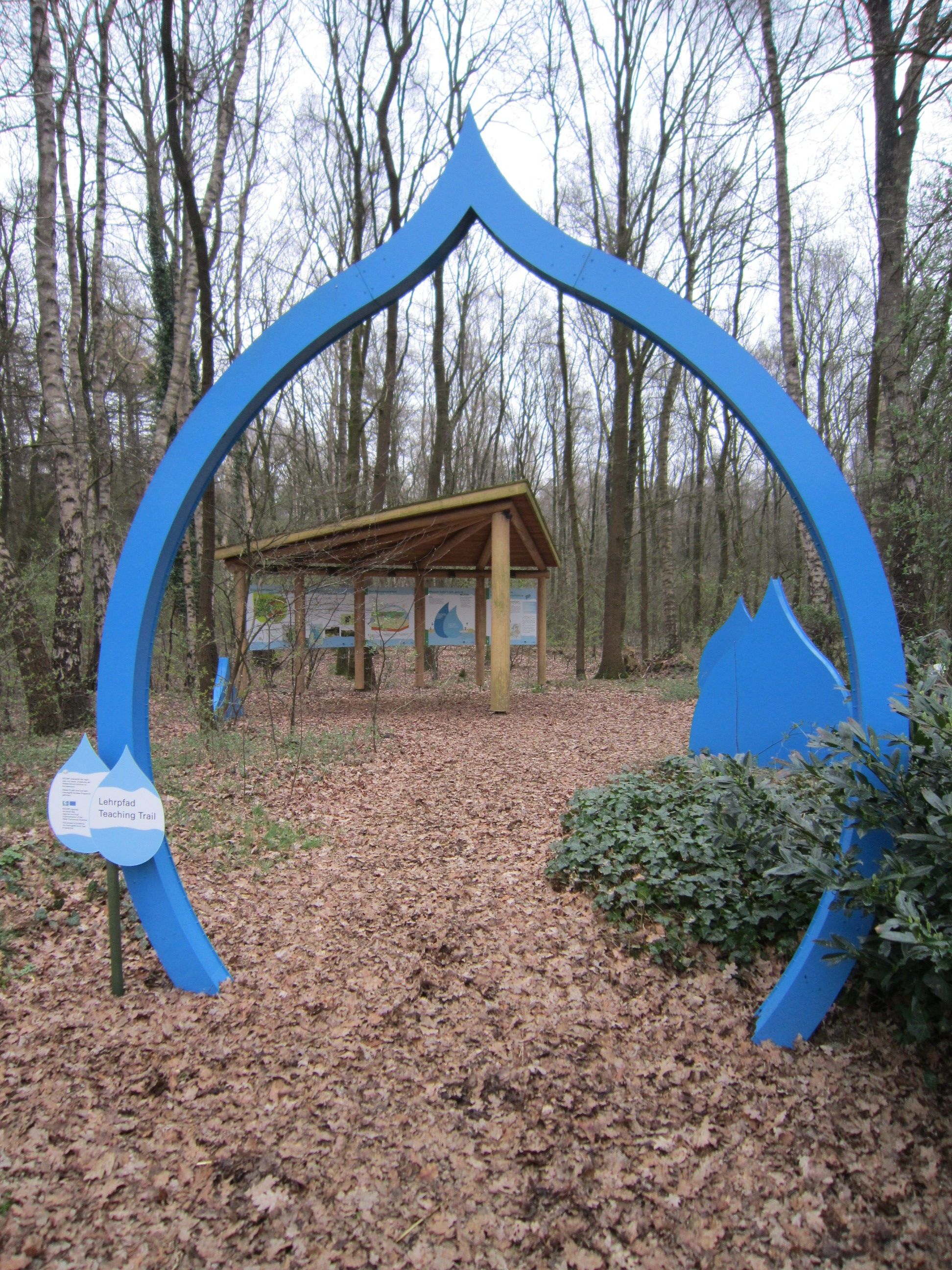
OOWV-Trinkwasser-Lehrpfad beim Biohof Bakenhus
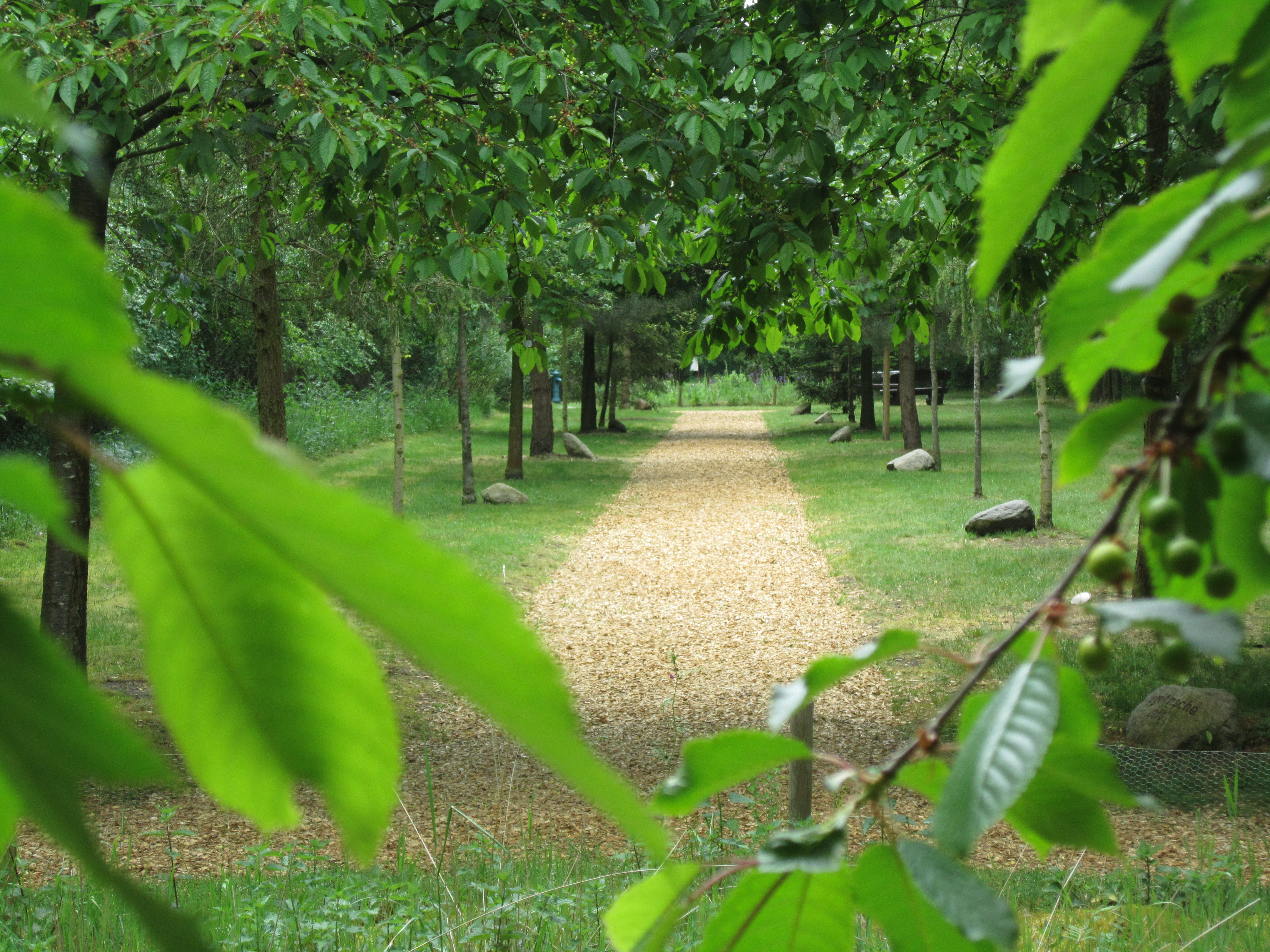
Rundweg „Baum und Natur“ neben dem Wasserwerk Holdorf

### Kunden- und Regionalportal
Seit November 2018 betreibt der OOWV unter der Marke „einfach heimat“ ein eigenes Kundenportal.

## Trinkwasserqualität und ökologisches Gleichgewicht
Der OOWV sorgt durch die Veröffentlichung wissenschaftlicher Studien zum Thema „Gefährdungen der Qualität des Trinkwassers“ für öffentliches Aufsehen. Der Verband betonte 2008 seinen Anspruch, dem Prinzip der „nachhaltigen Entwicklung“ verpflichtet zu sein.
So kritisierte Christina Aue den Boom bei Biogasanlagen wegen der damit verbundenen Erhöhung der Nitratbelastung des Grundwassers. Der OOWV wirkt deshalb auf Landwirte in Trinkwasserschutzgebieten ein, möglichst wenig Mais anzubauen und Biogasanlagen nicht mit Mais zu betreiben.
Der OOWV lehnt Probebohrungen zur Erschließung unkonventioneller Gasvorkommen mit Hilfe von Chemikalien (Fracking) in seinen Trinkwasser-Gewinnungsgebieten ab.
Der Verband musste sich allerdings auch vorwerfen lassen, selbst das ökologische Gleichgewicht, etwa im Bereich der Ahlhorner Fischteiche, durch übermäßige Entnahmen von Trinkwasser aus dem Grundwasser zu stören. Der OOWV stellte 2010 den Antrag, die Fördermenge des Wasserwerks Wildeshausen von 4,5 Millionen auf 5,5 Millionen m³ jährlich erhöhen zu dürfen. Dies sei für die Versorgung eines Großteils des Landkreises Oldenburg sowie eines Teils der Stadt Bremen, für die das Wasserwerk zuständig ist, erforderlich. Der OOWV begründet die Anhebung der Fördermenge mit zahlreichen Firmenansiedlungen in den letzten Jahren in Wildeshausen, darunter die Putenschlachterei „Geestland“, und dem Bevölkerungswachstum. Allein Geestland benötige pro Jahr 300.000 m³ Frischwasser.
In Holdorf wird befürchtet, dass durch die geplante Erhöhung der Grenze der erlaubten Trinkwasserförderung durch den OOWV auf 5,5 Millionen m³ pro Jahr der Grundwasserspiegel erheblich sinken wird und dass dadurch sogar der Heidesee trockenfallen könnte.
Allerdings beziehen nicht alle Wasserverbraucher im Versorgungsgebiet des OOWV ihr Wasser aus Leitungen des OOWV. So gibt es im Versorgungsgebiet des OOWV neben Hausbrunnen, die von Privathaushalten und landwirtschaftlichen Betrieben genutzt werden, auch Großbetriebe mit einem von den zuständigen Gebietskörperschaften zugesicherten Recht auf eigenständige Förderung eines festgelegten Kontingents an Grundwasser. Dieser Umstand erschwert es dem OOWV, das Trinkwasser nachhaltig zu bewirtschaften.
Mitte Juli 2019 hat der Wasserverbrauch ein neues Rekordhoch erreicht.

## Jahresabschlüsse
Der OOWV bilanziert nach dem Handelsgesetzbuch. 2022 belief sich die Bilanzsumme auf 1.066,3 Mio. €. Die Betriebsleistung wurde mit 217,7 Mio. € ausgewiesen. Das Eigenkapital betrug 58,5 Mio. €, der Jahresüberschuss 1,1 Mio. €. Im Jahresdurchschnitt waren 901 Mitarbeitende beschäftigt.
 Die Prüfung des Jahresabschlusses obliegt der Prüfstelle beim Wasserverbandstag e. V., Hannover, die Verbandsversammlung stellt den geprüften Jahresabschluss fest.
Aufsichtsbehörde für den OOWV im Sinne des Wasserverbandsgesetzes ist das Niedersächsische Umweltministerium.

## Einbindung in die Politik

### Projekte der Europäischen Union
In der Förderperiode 2000–2007 hatte der OOWV in einem INTERREG IIIC-Projekt der EU die Leitung und war in 5 weiteren Interreg III B und C Projekten Partner. Hauptthema dieser Projekte war, neben dem Grundwasserschutz, die Umsetzung der europaweiten neu eingeführten Wasserrahmenrichtlinie (WRRL), zu deren Implementierung der Verband beiträgt. In den Jahren 2006 bis 2008 ließ er die Qualität des Flusses Lethe im Rahmen des Projekts „hunte 25“ untersuchen.
Von 2003 bis 2007 war der OOWV an den Projekten „Water4all“, „Hanse Passage“, „Nolimp“ und „Farmers for Nature“ beteiligt. In den Jahren 2005–2007 kamen noch die Projekte „ENMaR“ und „Water cost“ hinzu.
In der neuen Förderphase 2007–2013 behandeln bereits bewilligte oder beantragte Projekte des OOWV Themen bezüglich der nachhaltigen Sicherung der Trinkwasserversorgung oder der Optimierung des Regen- und Abwassermanagements. Im Rahmen des „Interreg IVB North Sea Region Programme“ „Cradle to Cradle - Islands“ geht es um die Stärkung und Erhaltung der Selbstversorgung von Inseln im Nordseeraum im Hinblick auf Wasser, Energie und Abfall.

### Sonstiges
Für Aufsehen sorgte 2009 der ehemalige Bundesminister für Ernährung, Landwirtschaft und Forsten Karl-Heinz Funke, der als Verbandsvorsteher des OOWV fungierte. Am 26. Oktober 2012 wurde Funke vom Landgericht Oldenburg zu einer Bewährungsstrafe von sechs Monaten und einer Geldbuße von 10.000 Euro verurteilt, weil er als Vorsteher des OOWV unrechtmäßig das Gehalt des Geschäftsführers erhöht hatte. Von dem Vorwurf, sich die Feier zu seiner Silberhochzeit vom OOWV bezahlt haben zu lassen, wurde Funke zunächst freigesprochen. Der BGH hob den Freispruch jedoch 2013 auf. 2014 stellte das Landgericht Oldenburg das Verfahren schließlich gegen Zahlung einer Geldbuße von 2.000 Euro ein.